# Одна жизнь, чтобы жить
Одна жизнь, чтобы жить (англ. One Life to Live) — американская мыльная опера, созданная Агнес Никсон и дебютировавшая 15 июля 1968 года на телеканале ABC. Сериал стал первой драмой на телевидении, которая затрагивала расовые и социально-экономические проблемы.
Актриса Эрика Слезак считается главной героиней шоу, снимаясь с марта 1971 года и получив за роль шесть рекордных «Дневных премий Эмми». В 2002 году сериал выиграл премию «Эмми» в категории «Лучший драматический сериал». В 2005 году сериал был удостоен премии «GLAAD Media Awards» за освещение ЛГБТ проблем.
4 апреля 2011 года, ABC объявила что шоу будет закрыто после почти 43 лет эфира и финальный эпизод будет показан 20 января 2012 года. 18 ноября 2011 года были сняты финальные сцены сериала, и 13 января 2012 была показана последняя серия. Вскоре после объявления о закрытии студия Prospect Park объявила, что купила права на съемки продолжения, но проект был заморожен до декабря 2012 года. 7 января 2013 года студия официально подтвердила начало работы над сериалом-возрождением, который выходит сразу в интернете начиная с 29 апреля 2013 года, также как и «Все мои дети». 26 июня 2013 года кабельный канал OWN: The Oprah Winfrey Network подобрал для трансляции первые 40 эпизодов шоу, начиная с 15 июля.

## Актеры
Эрика Слезак и Роберт С. Вудс считались ветеранами шоу, поскольку снимались в нём на протяжении почти четырёх десятилетий. Многие известные актеры начинали свою карьеру в сериале. Актёры, которые были долгое время в шоу, в конечном счёте перешли в прайм-тайм и на большой экран: Джудит Лайт, Рома Дауни, Лоренс Фишберн, Томми Ли Джонс, Марио Ван Пиблз, Райан Филипп, и т. д.

### Основной состав
В алфавитном порядке
| Актёр             | Персонаж            | Годы                                       |
| ----------------- | ------------------- | ------------------------------------------ |
| Эдди Олдерсон     | Мэттью Бьюканан     | 2001-2012                                  |
| Корбин Блю        | Джеффри Кинг        | 2013                                       |
| Кристен Андерсон  | Стэрр Мэннинг       | 1998-2012                                  |
| Мелисса Арчер     | Натали Бьюканан     | 2001-2012                                  |
| Кэсси Депайва     | Блэр Крамер         | 1993-2012                                  |
| Терри Конн        | Обри Вентворт       | 2010-2011                                  |
| Майкл Истон       | Джон Макбейн        | 2003-2012                                  |
| Шенелл Эдмондс    | Дестини Эванс       | 2009-2012                                  |
| Фара Фат          | Джи Джи Мораско     | 2007-2012                                  |
| Дэвид Грегори     | Роберт Форд         | 2009-2012                                  |
| Роджер Ховарт     | Тодд Мэннинг        | 1992-1995, 1996—1998, 2000—2003, 2011—2012 |
| Джош Келли        | Каттер Вентворт     | 2010-2011                                  |
| Тед Кинг          | Томас Дельгадо      | 2011-2012                                  |
| Илен Кристен      | Рокси Болсон        | 2001-2012                                  |
| Джон-Пол Лавуазье | Рекс Бальсом        | 2002-2012                                  |
| Марк Лоусон       | Броди Лаветт        | 2008-2012                                  |
| Флоренция Лозано  | Тея Дельгадо        | 1997-2000, 2002, 2008—2012                 |
| Келли Миссал      | Даниэль Мэннинг     | 2009-2012                                  |
| Ленни Платт       | Нейт Селинджер      | 2010-2012                                  |
| Шон Ринггольд     | Шон Эванс           | 2006-2012                                  |
| Ник Робак         | Джеймс Форд         | 2010-2012                                  |
| Эрика Слезак      | Виктория Лорд Бэнкс | 1971-2012                                  |
| Хиллари Б. Смит   | Нора Хэнен Бьюканан | 1992-2012                                  |
| Эндрю Тришитта    | Джек Мэннинг        | 2011-2012                                  |
| Джерри Вердорн    | Клинт Бьюканан      | 2005-2012                                  |
| Бри Уильямсон     | Джессика Бьюканан   | 2003-2012                                  |
| Роберт С. Вудс    | Бо Бьюканан         | 1979-1986, 1988—2012                       |
| Сьюзан Дайол      | Анджела Холлидей    | 1993-1994                                  |